# Wesley Van Speybroeck
Wesley Van Speybroeck (né le 18 mai 1978 à Deinze) est un coureur cycliste et directeur sportif belge. Coureur professionnel de 2001 à 2005, il a été directeur sportif de l'équipe Lotto-Soudal U23 de 2015 à 2024, puis adjoint de l'équipe Lotto Dstny Ladies.

## Palmarès
- 1999
  - 3e étape du Triptyque des Monts et Châteaux
- 2000
  - ZLM Tour
  - 2e étape du Tour du Limbourg amateurs
  - 2e du Omloop van de Grensstreek
  - 3e du Circuit Het Volk espoirs
- 2001
  - 2e étape de Paris-Corrèze
  - Prix national de clôture
- 2002
  - Grand Prix Rudy Dhaenens
  - 3e du Circuit des bords flamands de l'Escaut
  - 3e de la First Union Classic
- 2006
  - 2e de Gand-Staden